# جشن‌های روز ملی فرانسه

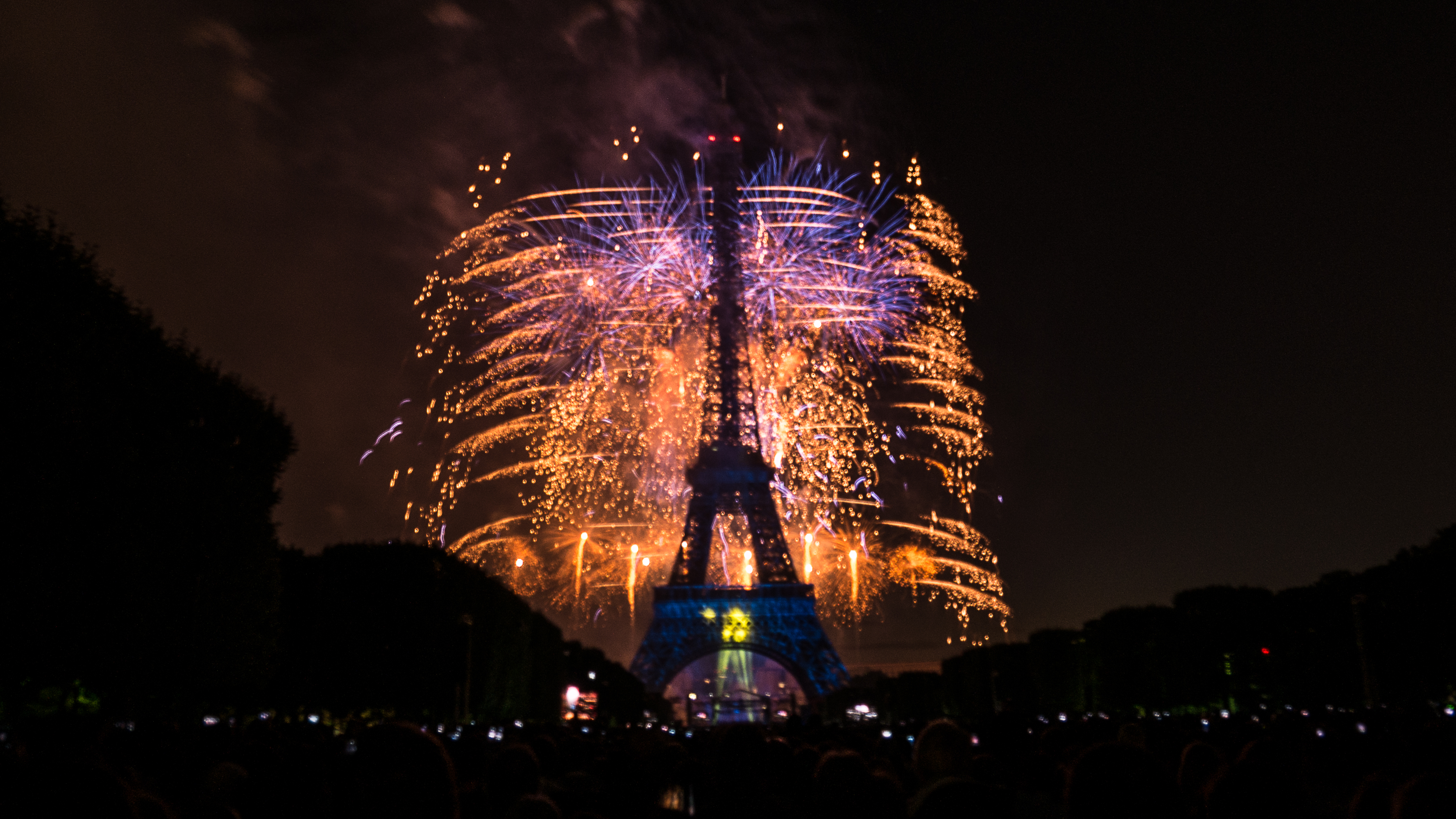
آتش‌بازی روی برج ایفل در جشن 14 ژوئیه.

فتح قلعه باستیل، اثر ژان-پیر اوئل.

جشن‌های روز ملی فرانسه، (به فرانسوی: La fête nationale française) هم‌چنین معروف به جشن‌های روز باستیل یا چهارده ژوئیه، جشنی ملی و تعطیل رسمی در کشور فرانسه و قلمروهای فرادریایی آن کشور است که از سال ۱۸۸۰ در ۱۴ ژوئیه هر سال برگزار می‌شود. این جشن برای گرامی‌داشت یورش به باستیل و آغاز جنبشی که منجر به انقلاب کبیر فرانسه شد، برگزار می‌شود. قلعه باستیل، زندان مخوفی در پاریس و مظهر قدرت مطلق لوئی شانزدهم بود که در ۱۴ ژوئیه ۱۷۸۹ میلادی، به دست انقلابیون پاریسی فتح شد.
برای برپایی جشن در این روز، ارتش فرانسه طی مراسم باشکوهی در طول خیابان شانزلیزه رژه می‌رود و در شهرهای مختلف فرانسه، مراسم آتش‌بازی در شب‌های ۱۳، ۱۴ و ۱۵ ژوئیه برگزار می‌شود.

## منشا نام و تاریخچه جشن باستیل
باستیل نام زندان و قلعه‌ای قرون وسطایی در پاریس است. بسیاری از مورخان از این قلعه با قوانین خشن سلسله «بوربون (Bourbon) در اواخر قرن هجدهم یاد کرده اند. در اواخر دهه ۱۷۰۰ ، فرانسوی ها قربانیان حکومت خشن سلطنت بوربن بودند. آغاز انقلاب فرانسه با حمله نیروهای انقلابی به باستیل ، در ۱۴ ژوئیه ۱۷۸۹ آغاز شد.  و فتح این زندان قدرت مطلق لوئی شانزدهم را دچار تزلزل کرد. در ۱۴ جولای ۱۷۹۰ «فستیوال فدراسیون (Festival of the Federation) برگزار شد که راهی برای جشن گرفتن استقرار سلطنت مشروطه در فرانسه بود.
سپس در ۱۴ ژوئیه ۱۸۷۹، این جشن‌ها شکل رسمی‌تری به خود گرفتند که شامل یک مراسم نظامی در «لونشان» (Longchamp) و برپایی جشن و سرور در سراسر کشور می‌شد. در سال ۱۸۸۰، سیاستمداری به نام بَنژمَن راسپای (Benjamin Raspail)پیشنهاد کرد تا ۱۴ ژوئیه را به عنوان تعطیلات رسمی فرانسه در نظر بگیرند. این قانون را در همان سال تصویب کردند و این روز برای اولین بار در سال ۱۸۸۰ تعطیل عمومی شد. از آن زمان به جز دوران جنگ جهانی، روز ۱۴ ژوئیه در فرانسه تعطیل رسمی است.
در دویستمین سالروز انقلاب فرانسه در سال ۱۹۸۹، مراسم ویژه‌ای برای روز ۱۴ ژوئیه تدارک دیده شده است. ساکنان پاریس و حومه، و بعضی از سامنان دیگر شهرها و نیز توریست های خارجی، در این روز در پاریس حضور می یابند تا از این طریق تماشای برنامه های سرگرم کننده و رژه های نظامیان را از دست ندهند. این جشن ها معمولاً به قدری زیبا و جذاب است که هزاران نفر برای دیدن آن به شهر عشق سفر می کنند.